# Lucciola (rivista)
La rivista letteraria manoscritta Lucciola è stata pubblicata dal 1908 al 1926, ad opera delle sorelle Lina e Letizia Caico, figlie di Louise Hamilton Caico, con una breve interruzione per la prima guerra mondiale.

## Unicità
Questa rivista è stata unica nell'intero panorama mondiale, infatti, i numeri mensili sono interamente scritti a mano dalle redattrici (le lucciole) e redattori maschi che anch'essi parteciparono a questa iniziativa editoriale.
Essa probabilmente nasce su suggerimento di Louise Hamilton Caico al fine di impegnare e stimolare culturalmente in un'attività la figlia Letizia sedicenne,  molto frustrata dalla noiosa vita di Montedoro.
Gli articoli scritti di proprio pugno dai redattori erano spesso firmati con pseudonimi; essi venivano scritti in un tempo massimo di 48 ore per poi essere spediti per posta al successivo articolista che spediva anch'esso, come in una catena di Sant'Antonio, al successivo/a scrittore.
In genere gli articoli vennero inizialmente scritti da signorine di buona famiglia di età compresa tra i 15 e 18 anni, che trovavano così, nell'anonimato garantito dallo pseudonimo, la possibilità di esprimersi al di fuori degli "schemi" ufficiali della cultura dell'epoca.

Scrive Natalia Aspesi: 
Ogni numero mensile poi tornava al primo mittente: Luisa Cairo a Montedoro e poi a Palermo, per essere da questa conservato. Ogni lettore scrittore aveva come detto solo poche ore per aggiungere, in un arcaico ed antesignano blog moderno, le sue note e riflessioni sui temi che ogni mese venivano proposti, aggiungendovi anche foto e ricami.
Ne sono stati rinvenuti in totale "solo" 115 numeri, come risultato ciò della dispersione dei beni della famiglia Caico, avvenuta con la vendita dell'immobile di famiglia nel dopoguerra.
La prima redattrice Lina Caico trovò così insieme alla sorella più piccola Letizia, il modo di partecipare comunque ad intenso percorso culturale nazionale, pur racchiusa nel piccolissimo paesino dell'entroterra nisseno di Montedoro. Paese questo dove vissero per 15 anni i genitori, il padre era un ricco proprietario di miniere e terreni e la madre Louise Hamilton Caico è stata una nobile scrittrice di origini anglo-francesi di alte vedute e capacità culturali.

## Argomenti trattati

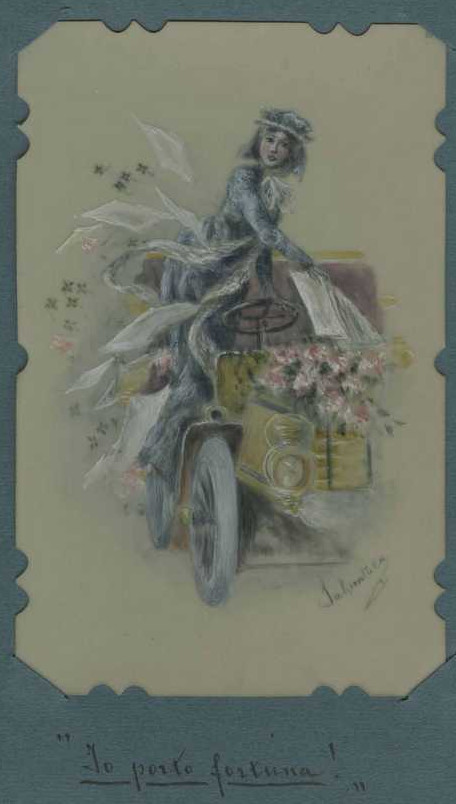
Disegno

Tra i temi affrontati, dalla rivista negli anni, vi furono:
- L'impedimento per le donne di gestire i loro beni e di esercitare la potestà sui figli, determinata dalla minorità giuridica stabilita dall'autorizzazione maritale.
- Il pacifismo vs l'interventismo italiano, prima dell'inizio della prima guerra mondiale.
- Il diritto femminile al voto.
- Il tema del lavoro delle donne, al di fuori della famiglia.
- Il rapporto tra i sessi e il femminile bisogno di dignità e rispetto.
- L'adulterio femminile vs il maschile.
- Il socialismo e il fascismo.
- Il tema del lavoro e della festa del I maggio.

La rivista è stata uno spaccato fedele di un'umanità varia femminile, in anni in cui la coscienza e le rivendicazioni femministe in Italia erano al loro esordio; ciò proprio nel momento storico della nascita della consapevolezza verso i temi trattati. 
Temi che comportarono la consapevolezza della crescita civile per la società tutta e per il futuro della donna.